# Tubificoides panamensis
Tubificoides panamensis är en ringmaskart som beskrevs av Erséus 1989. Tubificoides panamensis ingår i släktet Tubificoides och familjen glattmaskar. Inga underarter finns listade i Catalogue of Life.